# Levelland, Texas
Levelland là một thành phố thuộc quận Hockley, tiểu bang Texas, Hoa Kỳ. Năm 2010, dân số của xã này là 13542 người.

## Dân số
- Dân số năm 2000: 12866 người.
- Dân số năm 2010: 13542 người.